# Les Trois Mousquetaires (Diamant-Berger, 1921)
Pour les articles homonymes, voir Les Trois Mousquetaires (homonymie) et Les Trois Mousquetaires (Niblo, 1921).
Pour plus de détails, voir Fiche technique et Distribution.
Les Trois Mousquetaires est un film français d'Henri Diamant-Berger, sorti en 1921.
Le réalisateur a tourné, en 1932, une version sonore, réunissant plusieurs des acteurs de la version muette.

## Fiche technique
- Titre : Les Trois Mousquetaires
- Réalisation : Henri Diamant-Berger, assisté d'Henri Andréani
- Décors : Robert Mallet-Stevens
- Scénario : Henri Diamant-Berger d'après le roman éponyme d'Alexandre Dumas père et Auguste Maquet
- Musique : Gréco Casadesus, assisté d’Arnaud de Buchy[1], (édition DVD, Roissy Films, TF1 Vidéo, 2001-2002)
- Production : Henri Diamant-Berger
- Société de production : Pathé Frères
- Pays de production : France
- Format : Noir et blanc - Muet - 1,33:1 - 35 mm
- Durée d'origine : 12 épisodes de 60 minutes [2]
- Durée de l'édition DVD, Roissy Films, TF1 Vidéo, 2001-2002, 14 épisodes de 26 min, avec narration de Patrick Préjean[3].
- Genre : Film d'aventure
- Date de sortie : 
  - France : 14 octobre 1921

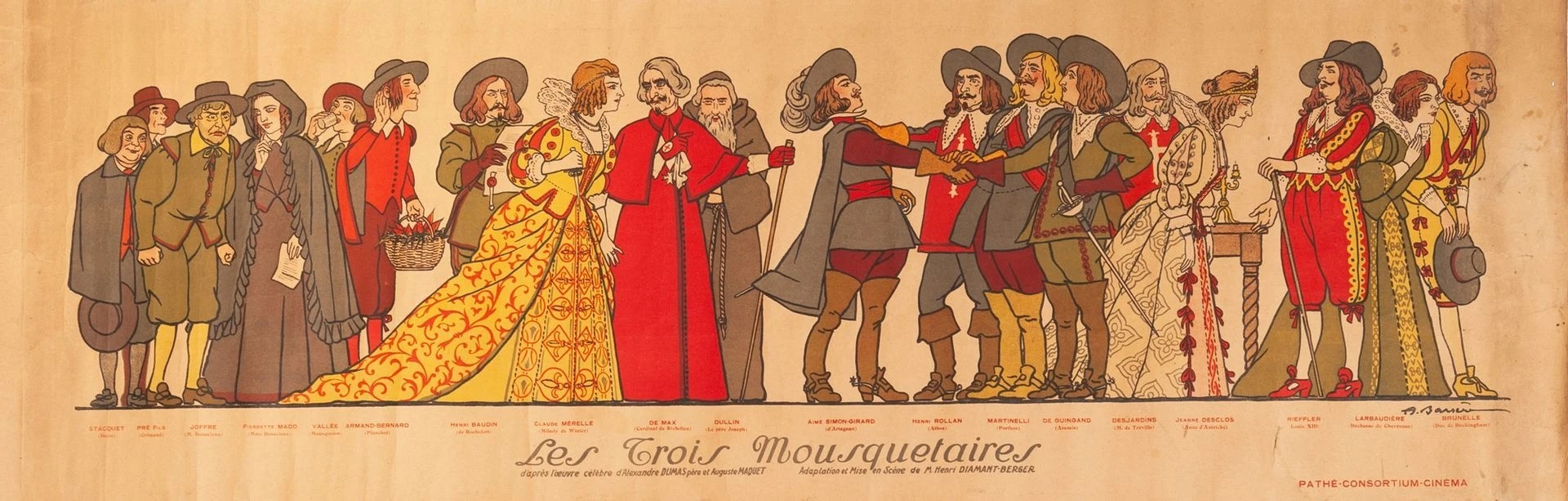
Affiche conçue par Adrien Barrère, 1921.

## Distribution
- Aimé Simon-Girard : D'Artagnan
- Henri Rollan : Athos
- Charles Martinelli : Porthos
- Pierre de Guingand : Aramis
- Pierrette Madd :  Constance Bonacieux
- Jean Joffre :  M. Bonacieux
- Jeanne Desclos :  la reine Anne d'Autriche
- Edouard de Max :  le cardinal de Richelieu
- Claude Mérelle :  Milady de Winter
- Henri Baudin :  le comte de Rochefort
- Charles Dullin :  le père Joseph
- Maxime Desjardins :  M. de Tréville
- Armand Bernard :  Planchet
- Louis Pré Fils :  Grimaud
- Antoine Stacquet :  Bazin
- Marcel Vallée : Mousqueton
- Georgette Sorelle : la sœur tourière
- Paul Hubert Senior : John Felton
- Albert Préjean : un garde du cardinal

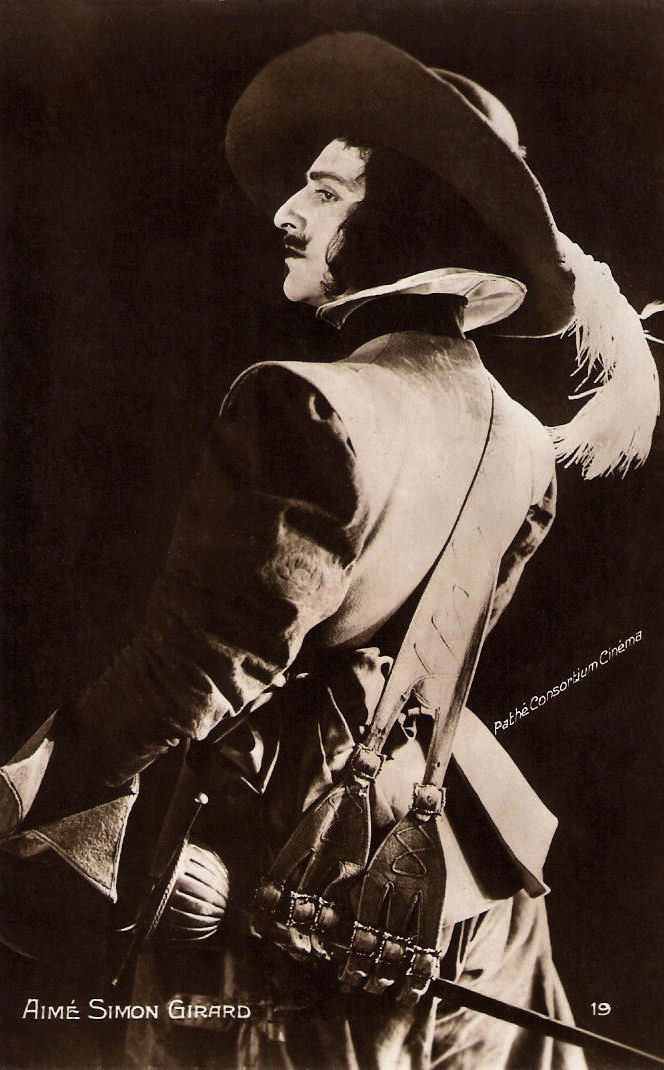
D'Artagnan (Aimé Simon-Girard).
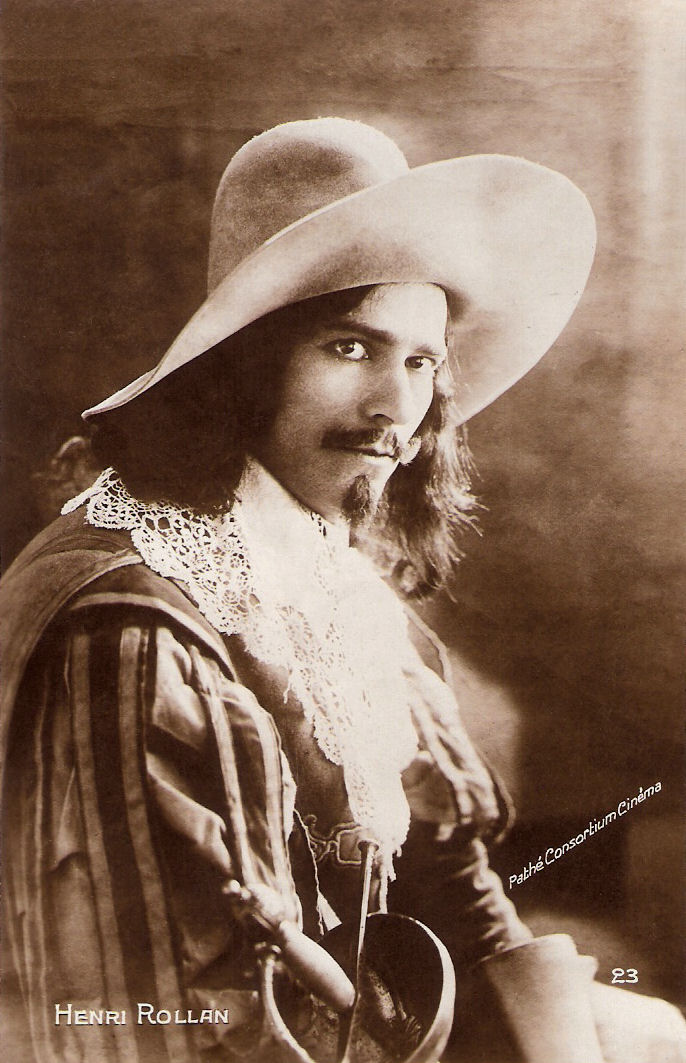
Athos (Henri Rollan).
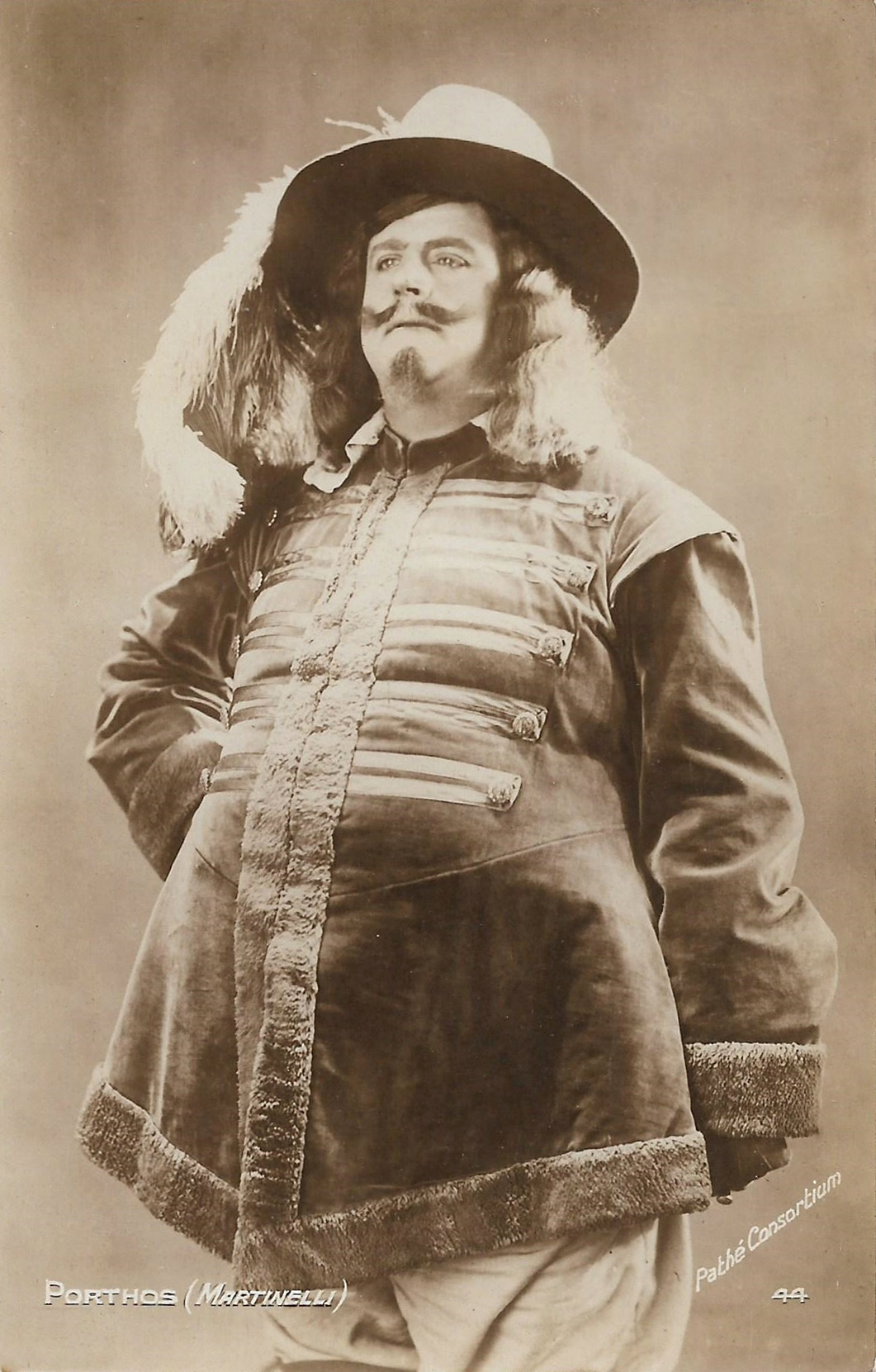
Porthos (Charles Martinelli).
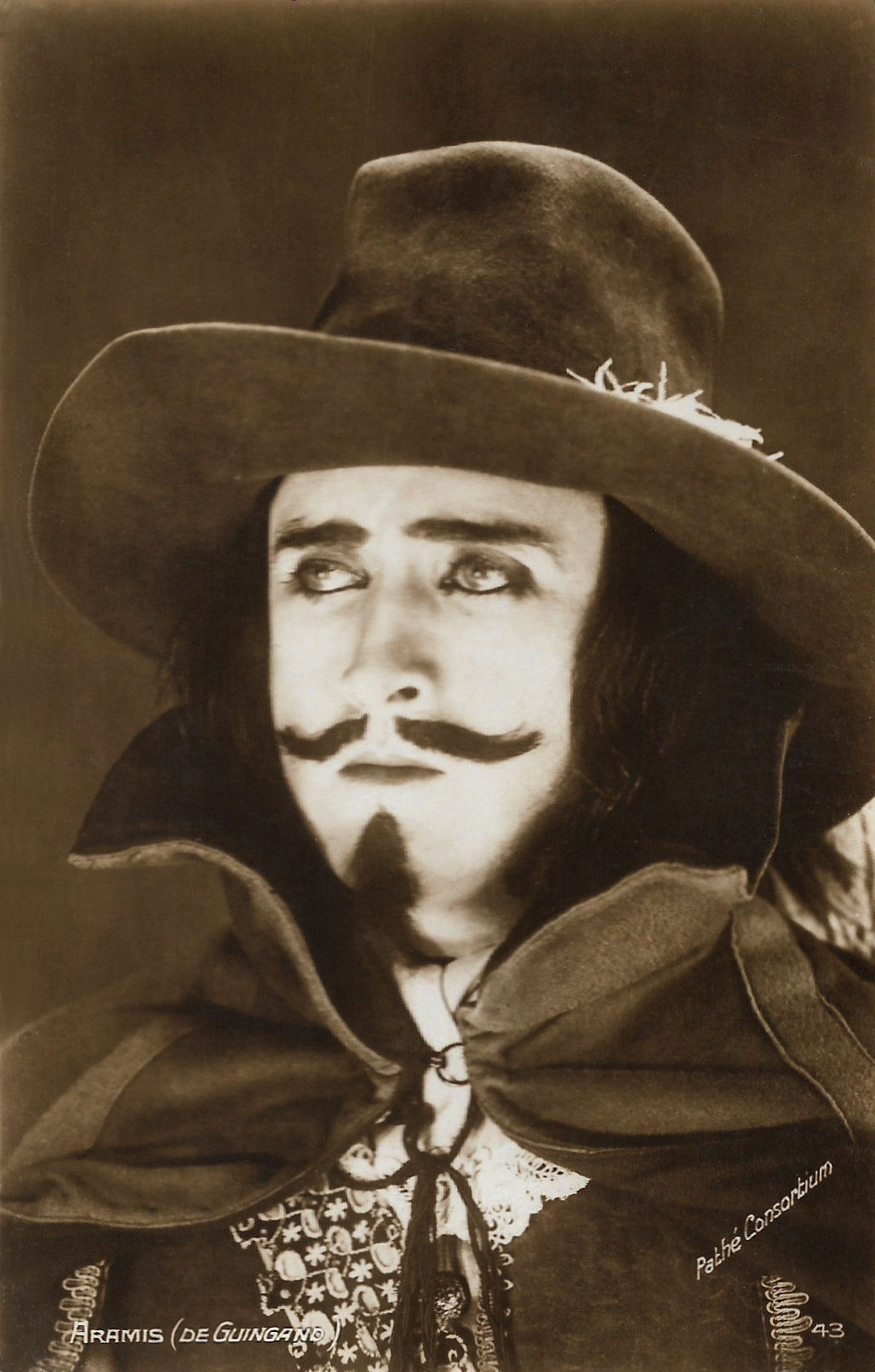
Aramis (Pierre de Guingand).
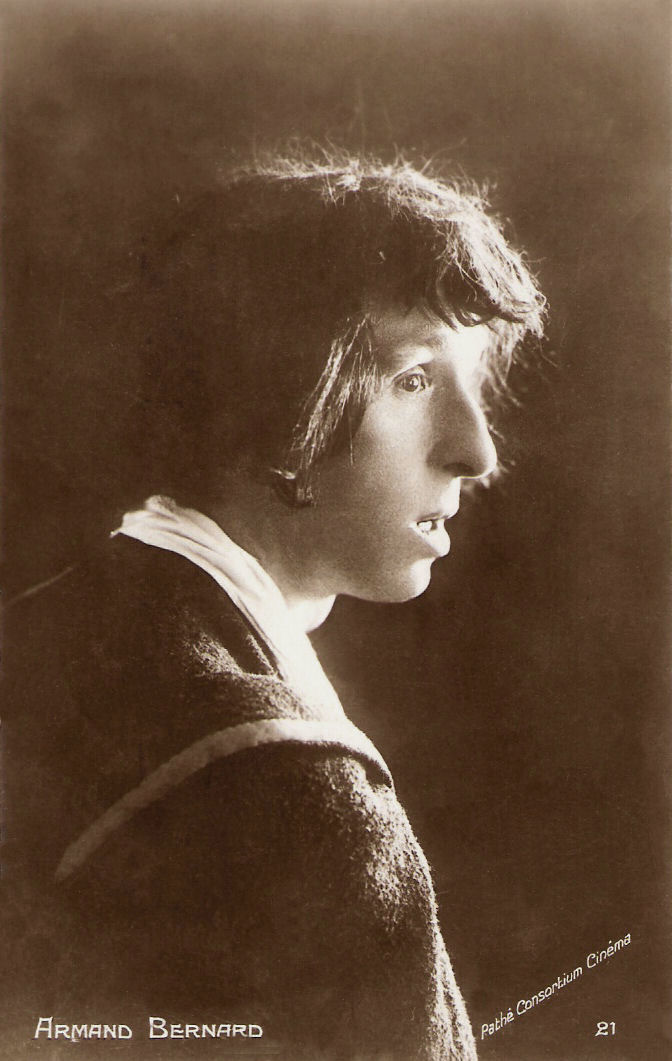
Planchet (Armand Bernard).
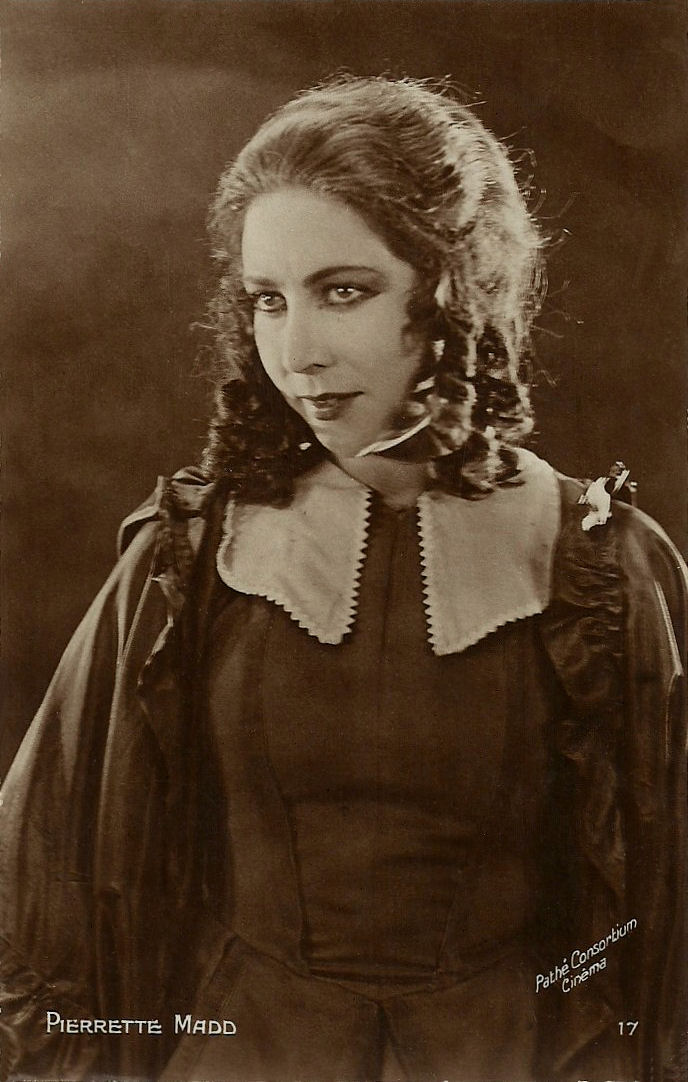
Constance Bonacieux (Pierrette Madd).
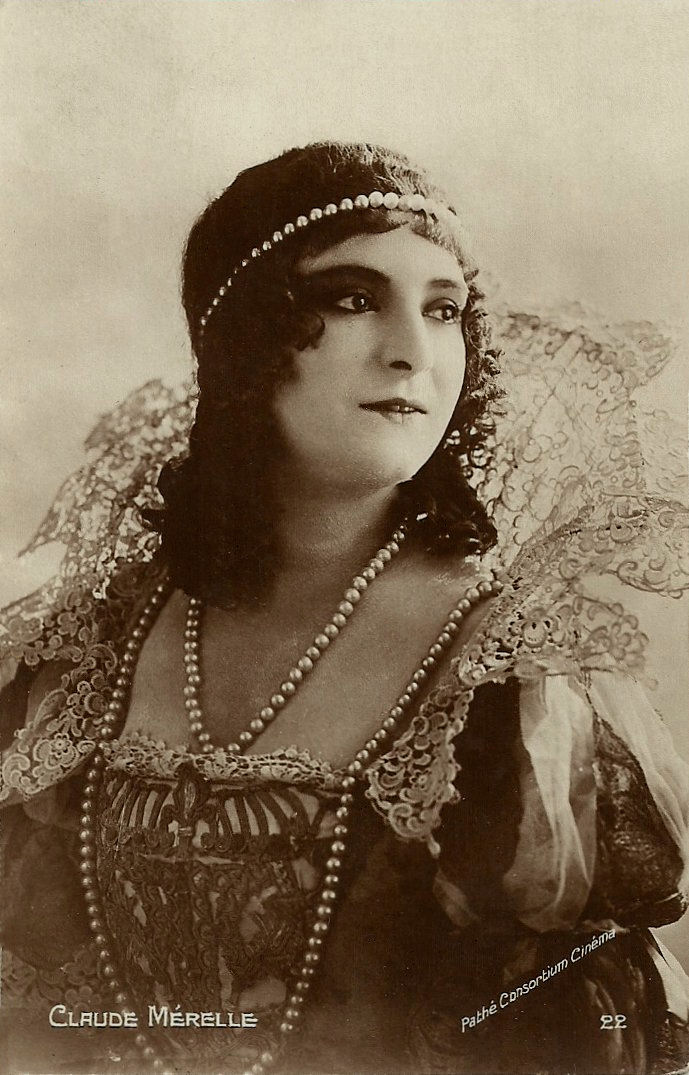
Milady de Winter (Claude Mérelle).

### Liste des épisodes
1. L'Auberge de Meung

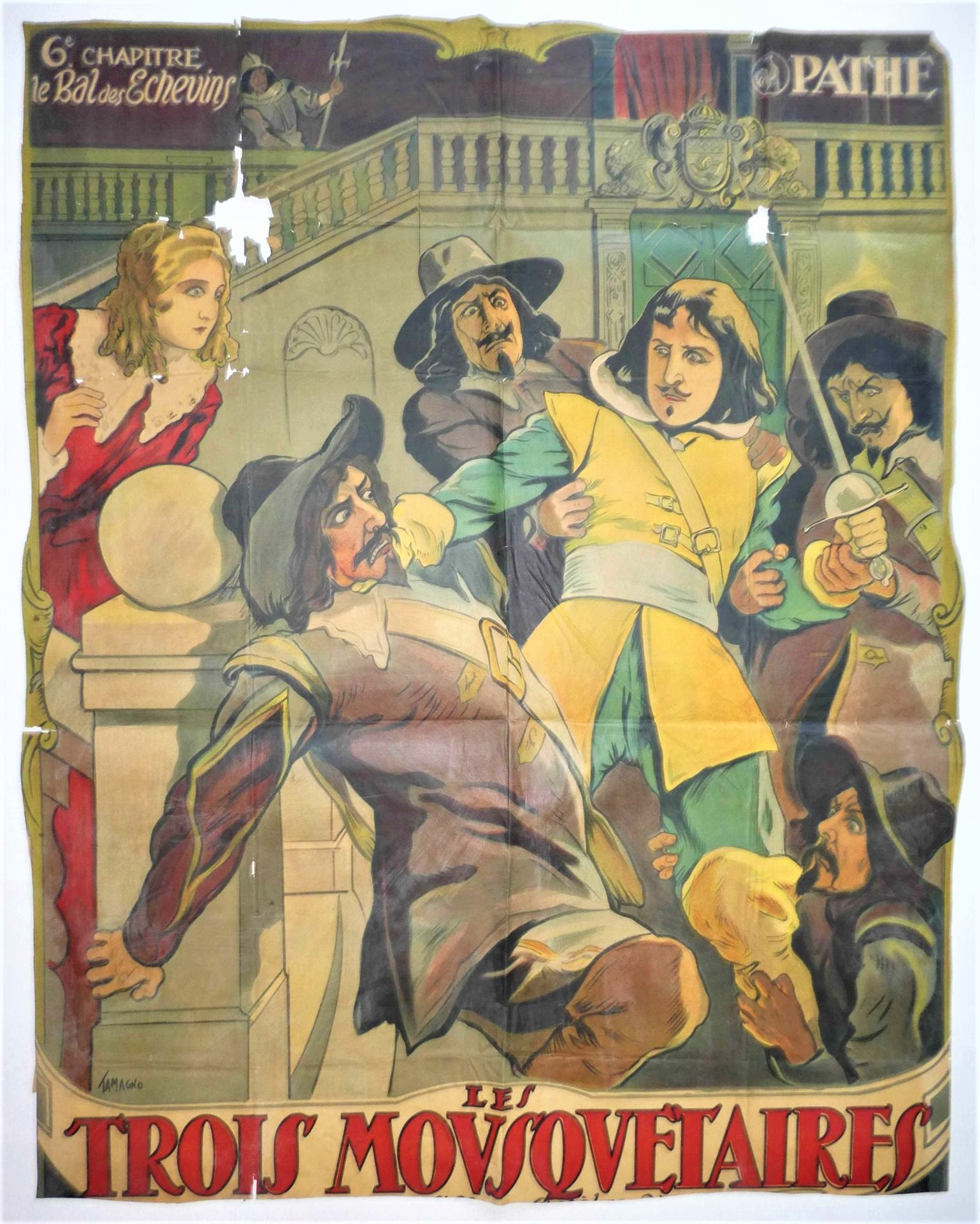
Affiche de l'épisode Le Bal des échevins.

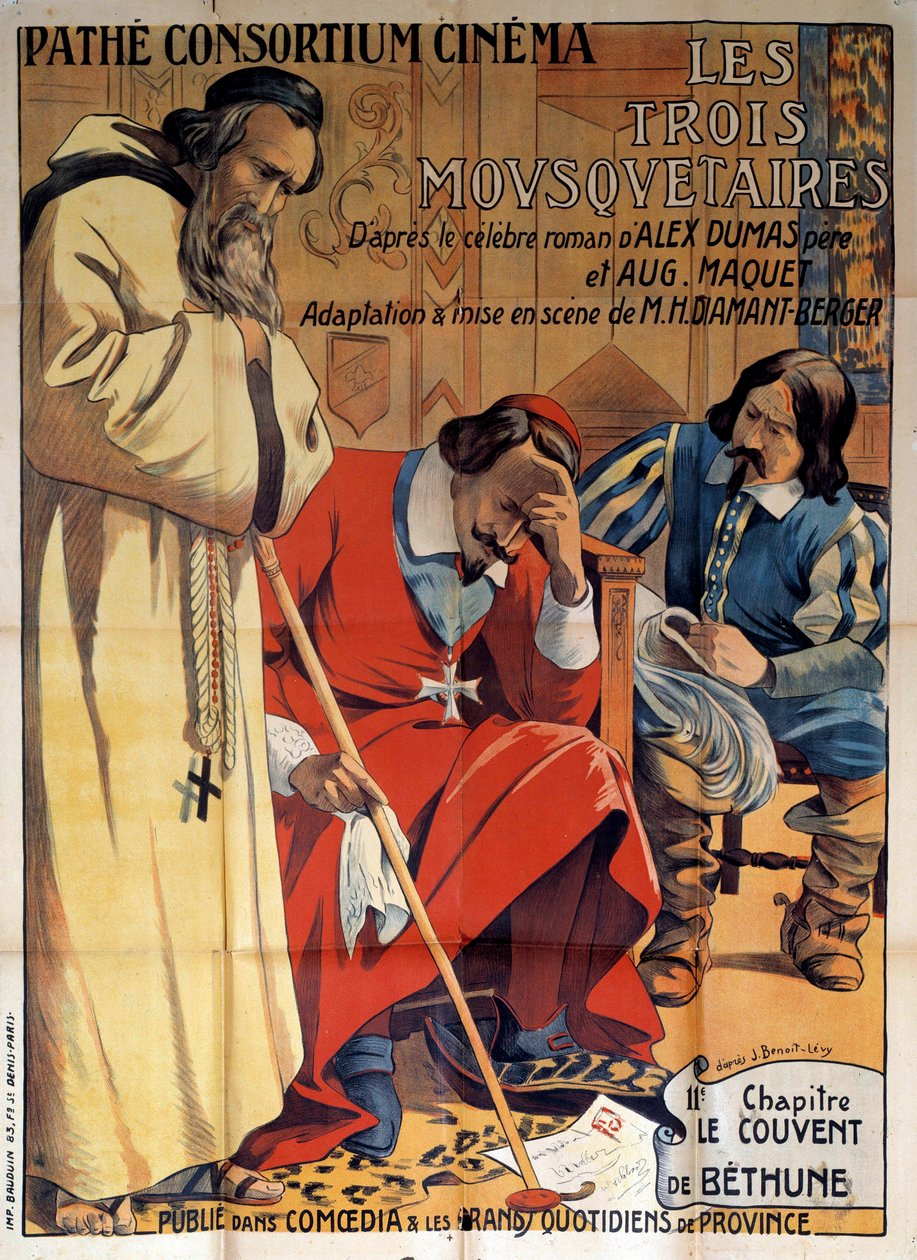
Affiche de l'épisode Le Couvent de Béthune.

2. Les Mousquetaires de M. de Tréville
3. La Lingère du Louvre
4. Pour l'honneur de la Reine
5. Les Ferrets de diamant (1)
Les Ferrets de diamant (2)
6. Le Bal des échevins
7. Le Pavillon d'Estrées
8. Les Conquêtes de D'Artagnan
9. L'Auberge du Colombier rouge
10. Le Conseil des mousquetaires
11. Milady prisonnière
12. Le Couvent de Béthune
13. La Vengeance des mousquetaires

## Commentaires
Ce chef-d’œuvre du cinéma muet, tourné en 1921, se composait de 12 épisodes d'une durée d'une heure. Film à grand spectacle, il bénéficie d'un budget d'environ 3 millions de francs de l'époque, de centaines de figurants et de somptueux décors naturels tels que le château de Chenonceau, Chartres et le bourg de Pérouges.

## Restauration
Après avoir connu un succès considérable lors de sa sortie, le film tombe dans l'oubli jusqu'en 1995. Le petit-fils et l'arrière-petit-fils du cinéaste, Jérôme Diamant-Berger et Guillaume Diamant-Berger restaurent l'œuvre en numérisant les images, d'après un internégatif conservé aux Archives du Film. Une nouvelle bande-son est composée par Gréco Casadesus et exécutée par un orchestre de 80 musiciens. Les producteurs décident en sus de supprimer tous les intertitres en les remplaçant par un commentaire lu par Patrick Préjean et des sous-titres pour les scènes où les protagonistes discutent. De même, ils choisissent de bruiter la plupart des actions (des chevaux aux épées, en passant par les bruits de foule...). Enfin, un nouveau montage resserré divise le film en quatorze épisodes de 26 minutes chacun, plus en phase avec une diffusion télévisée, mais qui modifie la structure de l'œuvre originelle, suscitant de nombreuses critiques.